# مرصد كوت دازور

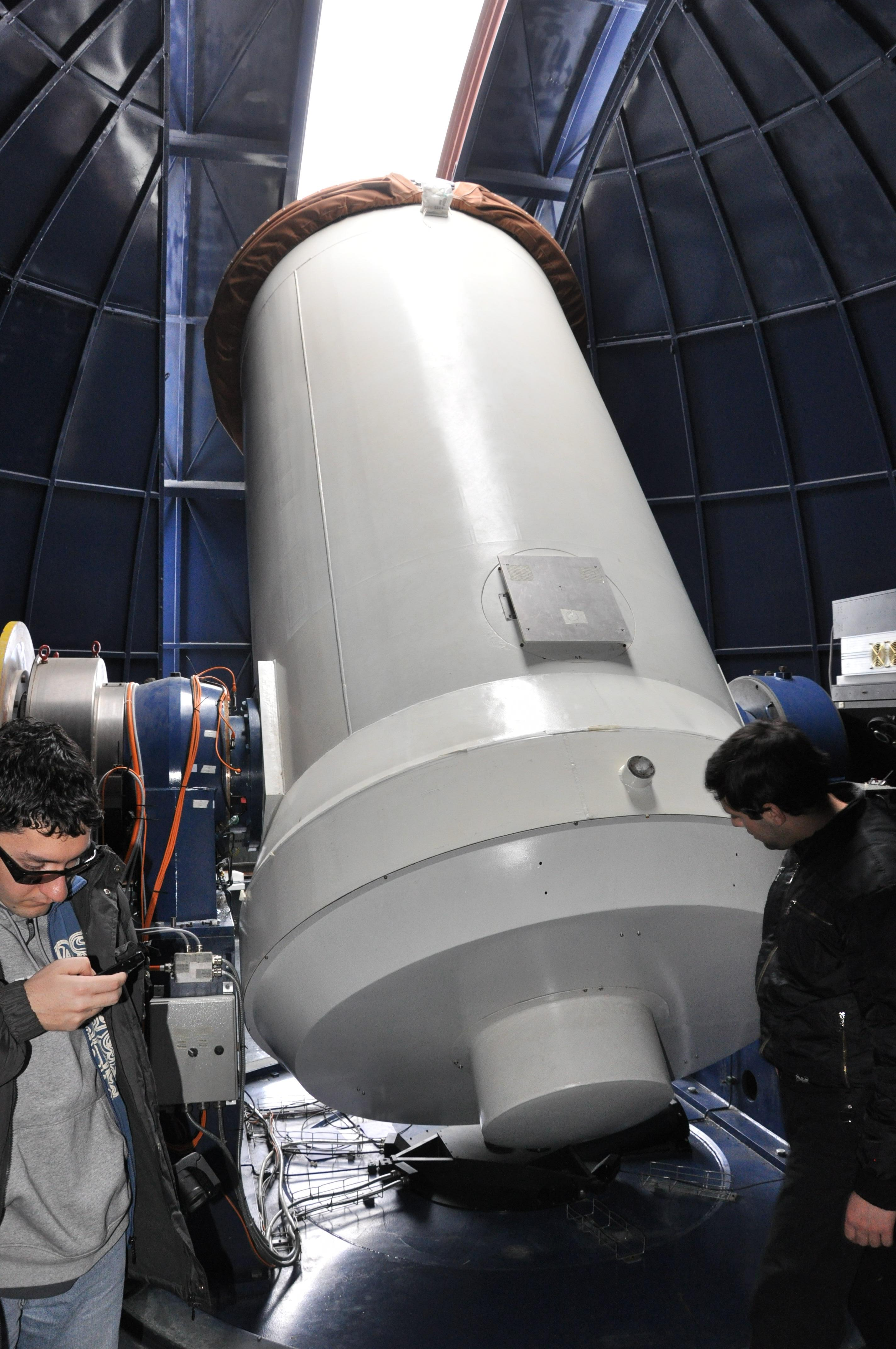
تلسكوب في مرصد كوت دازور

نشأ مرصد كوت دازور (بالفرنسية: Observatoire de la Côte d'Azur)‏ (اختصارًا: OCA) في عام 1988 بدمج مرصدين:
1. مرصد نيس
2. مركز البحوث في الجيوديناميك والفلك، (بالفرنسية: Centre de recherches en géodynamique et astrométrie)‏ (اختصارًا: CERGA).

اختبر مرصد كوت دازور شعاعًا يجمع بين التكنولوجيا في مجموعة مركز علم الفلك عالي الدقة الزاوي (بالإنجليزية: Center for High Angular Resolution Astronomy)‏ (اختصارًا: CHARA).
طور علماء الفلك نظرية حول الكويكبات نوع-M، والتي يمكن اختبارها بواسطة المركبة الفضائية المخطط لها سايكي.

## روابط خارجية
- الموقع الرسمي لمرصد كوت دازور (النسخة الإنجليزية)
- تلسكوبات Grand Interferometre a 2 (GI2T REGAIN)